# Вилла Ла-Дуэра
Ви́лла Ла-Дуэра́ (фр. La Douëra) — дом в мосарабском стиле в пригороде Нанси Мальзевиле (Мёрт и Мозель). С 1993 года — исторический памятник.

## История
Дом французского живописца Шарля Курно (1815—1904) был построен ещё в XVIII веке. Однако, после своего путешествия в Алжир, Курно в 1856 году существенно изменил архитектуру своего семейного дома в стиле мавританских вилл. Изменения коснулись интерьера с его фресками, потолка и декоративных элементов, которые художник привёз с собой. Позже над дизайном дома также работал внук Курно художник Этьен Курно (1891—1948), живший здесь с 1930 года. До 1986 года дом был собственностью семьи Курно. Позже он был выкуплен городом и в 1989—1995 годах восстановлен. Здание является культурным центром под эгидой городского муниципалитета и общества друзей Дуэра. Здесь проходят художественные выставки и концерты. В 1993 году часть дома была включена в список исторических памятников Франции.

## Архитектура
Западный фасад выходят на рю Лион д'Ор. Портал вдохновлен византийской архитектурой, портик отражает влияние арабо-андалузской традиции, а угловые скамьи напоминают стиль мечетей Северной Африки. Фасад с видом на парк украшен различными декоративными элементами, особенно башня минарета, которые придают вилле Дуэра стиль мечети. Два нижних уровня башни сделаны в стиле мечети мамлюков в Каире. Интерьер дома включает арабскую каллиграфию, берберскую люстру и оманские куполообразные потолки с богато декорированной отделкой.